# Mödingen
Mödingen est une commune de Bavière (Allemagne), située dans l'arrondissement de Dillingen, dans le district de Souabe.

## Patrimoine architectural
- Couvent de Mödingen

## Personnalités liées à la commune
- Marguerite Ebner